# NGC 6407
NGC 6407 est une vaste* galaxie lenticulaire située dans la constellation du Paon. Sa vitesse par rapport au fond diffus cosmologique est de 4 638 ± 32 km/s, ce qui correspond à une distance de Hubble de 68,4 ± 4,8 Mpc (∼223 millions d'al). NGC 6407 a été découverte par l'astronome britannique John Herschel en 1834.
À ce jour, trois mesures non basées sur le décalage vers le rouge (redshift) donnent une distance de 65,433 ± 8,075 Mpc (∼213 millions d'al), ce qui est à l'intérieur des valeurs de la distance de Hubble.

## Groupe de NGC 6407
En compagnie de quatre galaxies du catalogue ESO, NGC 6407 est la principale galaxie d'un groupe qui porte son nom.